# Senegal na Letnich Igrzyskach Olimpijskich 1968
Senegal na Letnich Igrzyskach Olimpijskich 1968 reprezentowało 21. zawodników, sami mężczyźni. Był to 2. start reprezentacji Senegalu na letnich igrzyskach olimpijskich.
Najmłodszym senegalskim zawodnikiem był 19-letni Alioune Badara Guèye, zaś najstarszym 35-letni Mansour Diagne.

## Skład reprezentacji

### Koszykówka
Mężczyźni
- Alioune Badara Guèye, Babacar Seck, Boubacar Traoré, Cheikh Amadou Fall, Claude Constantino, Claude Sadio, Doudas Leydi Camara, Moussa Sène, Moussa Narou N’Diaye, Papa Malick Diop, Babacar Dia, Mansour Diagne – 15. miejsce

### Lekkoatletyka
Mężczyźni
- Barka Sy – bieg na 100 m
- Amadou Gakou – bieg na 400 m – 4. miejsce
- Papa M’Baye N’Diaye – bieg na 800 m
- Édouard Sagna – bieg na 1500 m
- Mamadou Sarr – bieg na 400 m przez płotki
- Amadou Gakou, Daour M’baye Guèye, Papa M’Baye N’Diaye, Mamadou Sarr – 4 × 400 m
- Laurent Sarr – skok w dal
- Clément Sagna – skok w dal
- Mansour Dia – trójskok – 8. miejsce